# مانجیما موهان
مانجیما موهان (انگلیسی: Manjima Mohan) بازیگر هندی است که بیشتر در فیلم‌های نامیل، مالایالم و تلوگو بازی می‌کند. او فعالیت خود را به عنوان هنرمند خردسال در فیلم‌های مالایالم شروع کرد. شروع بازیگری او به عنوان نقش اصلی با فیلم سلفی یک شمالی (۲۰۱۵) (به هندی: Oru Vadakkan Selfie) و ترس حماقت است (۲۰۱۶) (به هندی: Achcham Yenbadhu Madamaiyada) بود. مانجیما در سال ۲۰۱۷، برنده جایزه فیلم‌فیر برای بهترین نقش اول زن - جنوب شد.

## فیلم‌شناسی
| سال  | نام فیلم           | نقش        | زبان        | نکات                                  | مرجع. |
| ---- | ------------------ | ---------- | ----------- | ------------------------------------- | ----- |
| ۲۰۱۵ | سلفی یک شمالی      | دایسی      | مالایالم    | اولین بازی به عنوان نقش اصلی          | [ ۴ ] |
| ۲۰۱۶ | ترس حماقت است      | لیلا رامان | تامیل       |                                       | [ ۵ ] |
| ۲۰۱۹ | ن. ت. ر: قهرمان    | نارا       | تلوگو       |                                       |       |
| ۲۰۱۹ | ن. ت. ر: رهبر بزرگ | نارا       | تلوگو       |                                       |       |
| ۲۰۲۳ | بو                 | نیلو       | تامیل/تلوگو | در سرویس پخش جیوسینما به نمایش درآمد. | [ ۶ ] |